# Zaza (rivière)
Pour les articles homonymes, voir Zaza.
La Zaza (en russe : Заза) est une rivière de Russie qui coule dans la république autonome de Bouriatie en Sibérie orientale. C'est un affluent du Vitim en rive droite, donc un sous-affluent de la Léna.

## Géographie
La Zaza a une longueur de 90 kilomètres. Son bassin versant a une superficie de 1 880 km2 (surface de taille comparable à celle du département français de l'Essonne ou encore au canton de Fribourg en Suisse). Son débit moyen à son point de confluence est de 4,55 m3/s. 
La Zaza est une petite rivière de montagne qui coule dans une région froide, peu hospitalière et quasi dépeuplée. La rivière prend naissance et coule sur le plateau de Vitim (en russe : Витимское плоскогорье, Vitimskoïe ploskogorie), vaste zone surélevée du nord-est de la Bouriatie, enserrée entre les monts Stanovoï au nord, les monts Iablonovy au sud-est, et le massif montagneux des Ikatskii - et autres monts bordant la rive est du lac Baïkal - à l'ouest. Peu après sa naissance, elle prend la direction du sud-ouest puis entame une large courbe vers le sud puis le nord-est. Elle finit par confluer avec le Vitim en rive droite, au niveau de la localité d'Oust-Zaza, à une altitude de 967 mètres.

## Le Gel
Comme la plupart des rivières de montagne du bassin de la Léna, le bassin versant de la Zaza repose totalement sur un épais manteau de sol gelé en permanence ou pergélisol. La Zaza gèle dès le mois d'octobre. Le dégel a lieu en avril ou début mai.

## Hydrométrie - Les débits mensuels à Oust-Zaza
La Zaza est une rivière peu abondante. Son débit a été observé pendant 35 ans (de 1956 à 1990) à Oust-Zaza, petite localité située au niveau de sa confluence avec le Vitim et à 967 mètres d'altitude . 
Le débit annuel moyen ou module observé à Oust-Zaza était de 4,55 m3/s pour une surface prise en compte de 1 880 km2, soit la totalité du bassin versant de la rivière. La lame d'eau d'écoulement annuel dans le bassin se montait de ce fait à 76,4 millimètres, ce qui est petit et résulte de la faiblesse des précipitations sur cette partie du plateau.
La rivière est alimentée avant tout par les précipitations de l'été et de l'automne. Son régime est de ce fait pluvial. 
Les hautes eaux se déroulent du printemps à la fin de l'été, du mois de juin au mois de septembre avec un sommet en juillet-août, ce qui correspond aux pluies estivales. Aux mois d'octobre puis de novembre, le débit de la rivière s'effondre, ce qui constitue le début de la période des basses eaux. Celle-ci a lieu de novembre à avril inclus et correspond à l'intense hiver sibérien. 
Le débit moyen mensuel observé de décembre à mars (minimum d'étiage) est de 0,00 m3/s, c'est-à-dire arrêt total de l'écoulement, tandis que le débit moyen du mois de juillet se monte à 14,8 m3/s, ce qui souligne l'amplitude extrêmement élevée des variations saisonnières. Sur la durée d'observation de 35 ans, le débit mensuel  maximal s'est élevé à 75,6 m3/s en juin 1985. 
En ce qui concerne la période libre de glace (de juin à septembre inclus), toujours sur cette période de 35 ans, le débit minimal observé a été de 0,03 m3/s en juin 1978, ce qui implique des étiages d'été parfois très sévères.  